# Clos du Doubs
Clos du Doubs es una comuna suiza del cantón del Jura, situada en el distrito de Porrentruy.

## Historia
La comuna fue creada el 1 de enero de 2009 tras la fusión de las comunas de Epauvillers, Epiquerez, Montenol, Montmelon, Ocourt, Saint-Ursanne y Seleute.

## Geografía
La comuna es atravesada por el río Doubs. Limita al norte con las comunas de Fontenais, Courgenay, Cornol y La Baroche, al este con Boécourt y Haute-Sorne, al sur con Saint-Brais, Montfaucon y Soubey, y al oeste con Montancy (FRA-25) y Burnevillers (FRA-25).

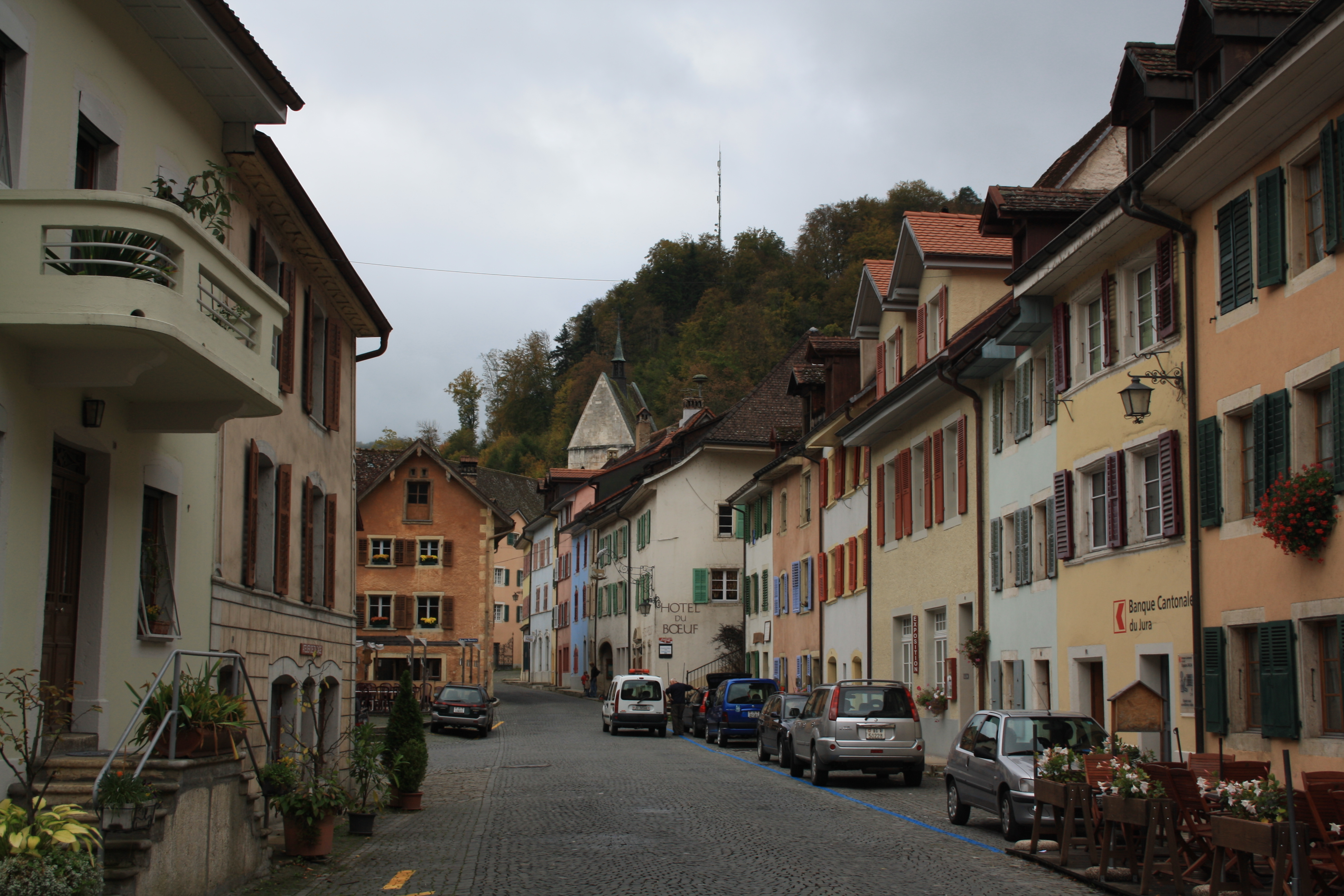
Centro de Saint-Ursanne.